# Tatsuya Masushima
Tatsuya Masushima (増嶋 竜也 Masushima Tatsuya?, nacido el 22 de abril de 1985 en Chiba) es un futbolista japonés que se desempeña como defensa en el JEF United Chiba de la J2 League.

## Trayectoria

### Clubes
| Club                      | País  | Año       |
| ------------------------- | ----- | --------- |
| FC Tokyo                  | Japón | 2004-2008 |
| Ventforet Kofu (cedido)   | Japón | 2007      |
| Kyoto Sanga FC (cedido)   | Japón | 2008      |
| Kyoto Sanga FC            | Japón | 2009-2010 |
| Kashiwa Reysol            | Japón | 2011-2019 |
| Vegalta Sendai (cedido)   | Japón | 2017      |
| JEF United Chiba (cedido) | Japón | 2018-2019 |
| JEF United Chiba          | Japón | 2020-     |

## Estadística de carrera

### J. League
| Club           | Año   | J. League | J. League | Copa J. League | Copa J. League | Total | Total |
| Club           | Año   | Part.     | Goles     | Part.          | Goles          | Part. | Goles |
| -------------- | ----- | --------- | --------- | -------------- | -------------- | ----- | ----- |
| FC Tokyo       | 2004  | 7         | 0         | 2              | 0              | 9     | 0     |
| FC Tokyo       | 2005  | 4         | 0         | 0              | 0              | 4     | 0     |
| FC Tokyo       | 2006  | 14        | 1         | 3              | 0              | 17    | 1     |
| Ventforet Kofu | 2007  | 25        | 3         | 7              | 1              | 32    | 4     |
| Kyoto Sanga FC | 2008  | 32        | 0         | 6              | 0              | 38    | 0     |
| Kyoto Sanga FC | 2009  | 21        | 0         | 5              | 0              | 26    | 0     |
| Kyoto Sanga FC | 2010  | 25        | 0         | 6              | 0              | 31    | 0     |
| Kashiwa Reysol | 2011  | 25        | 0         | 1              | 0              | 26    | 0     |
| Kashiwa Reysol | 2012  | 30        | 4         | 4              | 0              | 34    | 4     |
| Kashiwa Reysol | 2013  | 25        | 1         | 3              | 0              | 28    | 1     |
| Kashiwa Reysol | 2014  | 16        | 1         | 3              | 0              | 19    | 1     |
| Kashiwa Reysol | 2015  | 2         | 0         | 0              | 0              | 2     | 0     |
| Kashiwa Reysol | 2016  | 17        | 0         | 3              | 2              | 20    | 2     |
| Vegalta Sendai | 2017  | 22        | 1         | 5              | 0              | 27    | 1     |
| Total          | Total | 319       | 17        | 48             | 3              | 367   | 20    |